# 弗萊比航空
弗萊比航空（英語：Flybe）是英國一家低成本的地區航空公司，總部位於伯明翰，以贝尔法斯特城市機場和伯明翰國際機場作為樞紐。 弗莱比航空一度有著102個航點，也是歐洲最大的地區航空公司，持有民用航空管理局的A類運營許可證。2020年3月5日第一次倒闭，2022年重新开业，及後再在2023年1月28日結業。

## 历史
該公司創立於1979年，當時稱澤西歐洲航空公司（Jersey European Airways），後來改名英國歐洲航空公司（British European），再後來改現名。2007年收購BA Connect組成弗萊比集團。2019年1月11日，維珍航空等组成的财团联合航空（Connect Airways）宣布将收购弗莱比，2月21日交易完成。2019年10月，公司宣布将在2020年初改名为维珍联合（Virgin Connect）。
2020年初，由於2019冠狀病毒病疫情在歐洲的肆虐，業務大受影響。3月5日，因政府没有批准其1亿英镑贷款，公司宣佈破產，停止所有经营活动。
2021年11月，公司宣布选择伯明翰机场作为其新总部所在地（之前位于埃克塞特）。2022年3月16日，公司宣布将在下周重新开始售票，3月22日网站开始重新售票，第一班航班位于4月13日。
2023年1月28日，公司宣布再次停业。

## 機隊

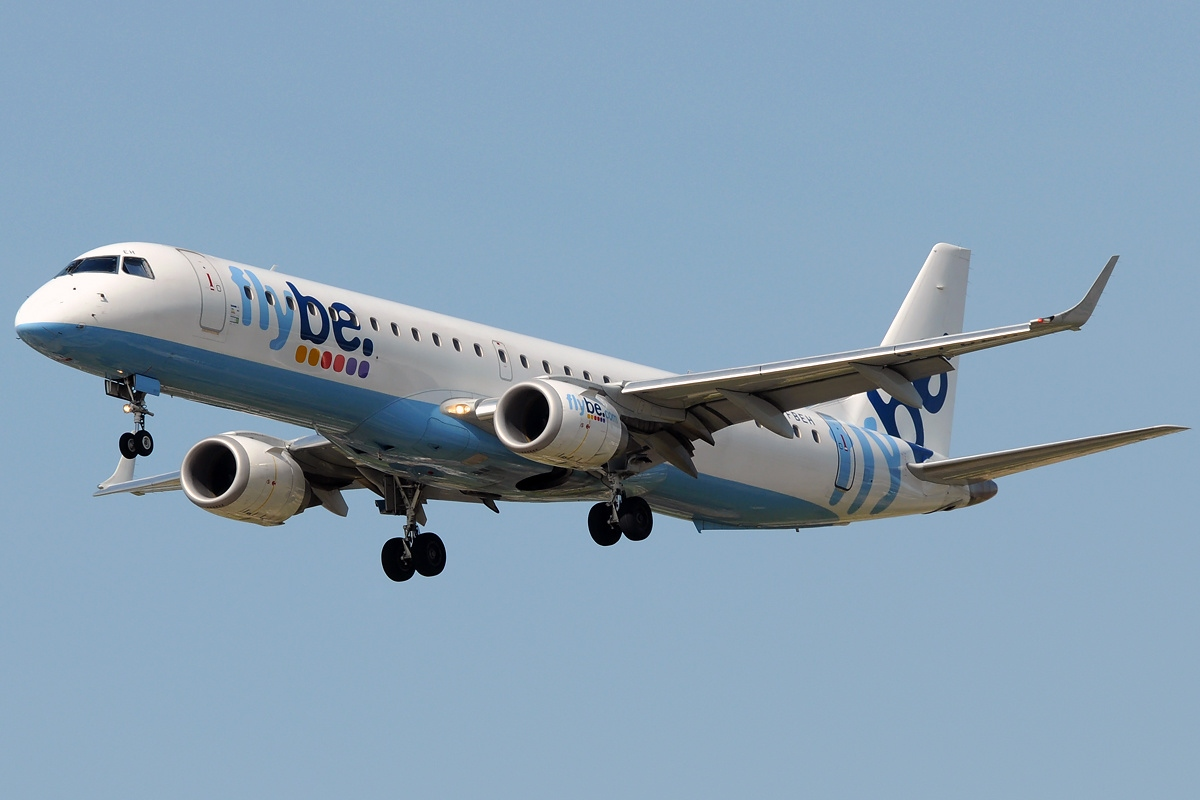
弗萊比航空的E195

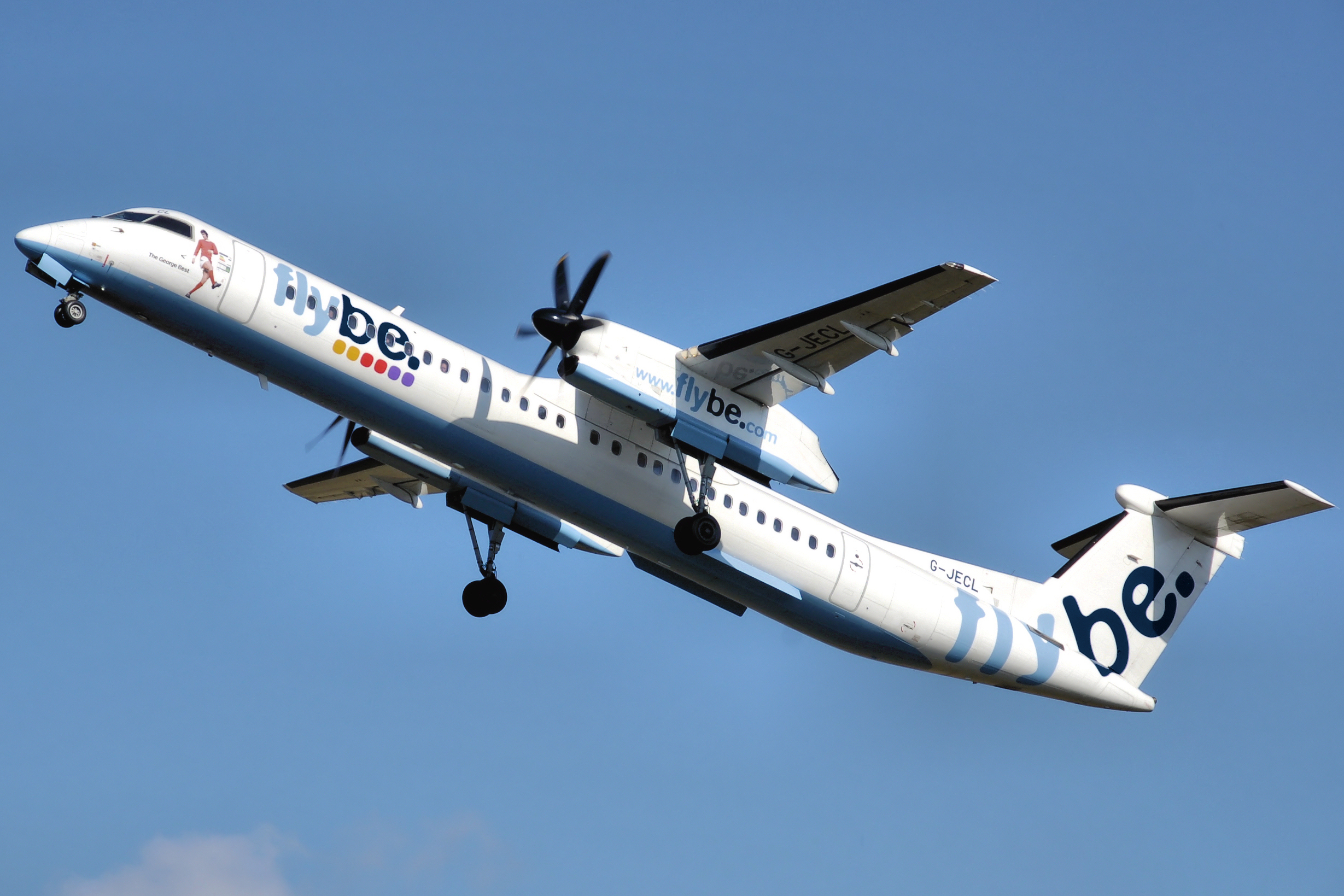
弗萊比航空的Dash 8 Q400

截至2018年6月，弗萊比航空的機隊如下：

## 外部連結
- Official website